# V365 Большой Медведицы
V365 Большой Медведицы (лат. V365 Ursae Majoris) — двойная затменная переменная звезда типа W Большой Медведицы (EW) в созвездии Большой Медведицы на расстоянии приблизительно 2383 световых лет (около 731 парсека) от Солнца. Видимая звёздная величина звезды — от +13,15m до +12,85m. Орбитальный период — около 0,3812 суток (9,1486 часов).